# Phoenix Technologies
Phoenix Technologies je americká firma, zabývající se především tvorbou a šířením své vlastní verze systému BIOS (Phoenix BIOS). Ta je v současné době[kdy?] nainstalována na přibližně 80% osobních počítačů na světě a ročně doinstalovávána na 100 milionech počítačů. Hlavní sídlo je v Milpitas v Kalifornii. Společnost také poskytuje školení, poradenství, údržbu a inženýrské služby svým zákazníkům.